# Комбинированная съёмка
Комбини́рованная съёмка, кинотрю́к — совокупность технологий кинематографа, в результате которых на экране получается изображение, не существовавшее в действительности, но для зрителей не отличающееся от снятого в павильоне или на натуре. В советском кинематографе термин «комбинированная съёмка» обозначал возможность комбинировать в одном кадре несколько изображений, снятых независимо друг от друга.
Комбинированная съёмка расширяет изобразительные возможности кинематографа, и в некоторых случаях позволяет удешевить кинопроизводство и облегчить работу съёмочной группы. Она часто применяется, когда прямая киносъёмка сцены слишком затратна по сравнению с комбинированной. Таким способом, например, можно избежать расходов на дорогостоящую съёмку актёрских сцен на натуре в условиях экспедиции, особенно в труднодоступных местах. Отправив небольшую операторскую группу, на киноплёнке получают натурные фоны, с которыми совмещаются актёры, отснятые в павильоне киностудии, или задействуют фоны, отснятые ранее, в том числе другими авторами. Кроме того, комбинированная съёмка позволяет снимать опасные сцены без риска для жизни и здоровья актёров и остального персонала. Таким способом часто создаются батальные сцены, сцены езды в машине на фоне природы, а также эпизоды с пожарами, взрывами и природными катаклизмами.

## История кинотрюка
В доцифровом кинематографе большинство приёмов комбинированной съёмки основывались на оптическом совмещении и свойстве фотоэмульсии суммировать изображения, снятые на один и тот же фотоматериал в разных местах и в разное время. Предтечей кинотрюков были аналогичные эффекты в фотографии. Первый комбинированный фотоснимок появился в 1856 году: Оскар Рейландер создал фотомонтаж, полученный фотопечатью с 30 негативов. Одновременно с ним подобными опытами занимался Генри Пич Робинсон. Впервые кинотрюк был использован Альфредом Кларком уже в 1895 году при съёмках ролика о казни Марии Стюарт для кинетоскопа. Актриса в костюме королевы подходила к плахе, и после того, как палач поднимал топор, камеру останавливали, скомандовав всем актёрам замереть. В это время место актрисы занимала кукла, которой после повторного запуска киноаппарата отрубали голову.
Создателем классических кинотрюков, основанных на стоп-кадре, покадровой съёмке, многократной экспозиции, ускоренной и замедленной протяжке плёнки, кашировании и других трюках считается Жорж Мельес. Он не был знаком с экспериментами фотографов и совершил своё открытие случайно, когда во время съёмки остановил камеру, а через некоторое время продолжил снимать с той же точки. При просмотре фильма обнаружилось, что трамвай неожиданно превратился на экране в катафалк. Первым фильмом, в котором кинотрюки играли существенную роль, считается трехминутная лента Мельеса «Замок Дьявола» (фр. Le manoir du diable, 1896), в которой зрителю были продемонстрированы появления, исчезновения и трансформации людей и предметов в антураже готического замка. За короткий период перед Первой мировой войной Мельес создал более 500 трюковых короткометражек, получив неофициальное звание «киномага».
Дальнейшее совершенствование техники комбинированной съёмки связано с использованием маски, которую устанавливали перед объективом киносъёмочного аппарата, экспонируя кадр частично. После перемотки отснятой киноплёнки на начало маску заменяли контрмаской, загораживающей отснятую часть кадра, а съёмка велась на его неэкспонированный участок. Таким образом в одном кадре путём двойной экспозиции совмещали два совершенно разных изображения, в реальной жизни не сочетающихся. Способ оказался пригодным, в том числе для получения двойного изображения одного и того же актёра, разговаривающего на экране с самим собой. Техника позволяла делить кадр не только пополам, но и на несколько частей, совмещая разные сцены.
Каширование было усовершенствовано Норманом Доуном (англ. Norman O. Dawn), который изобрёл технику дорисовки, совмещая подлинные части сцены с рисунком на стекле, установленным перед объективом. Буквальным продолжением дорисовки стал приём домакетки, с помощью которого уже в 1923 году создавалась несуществующая часть здания в фильме «Собор Парижской Богоматери». Ещё более сложная техника последующей дорисовки выполнялась в две экспозиции. Ненужные части сцены закрывались каше, а с отрезка отснятой таким образом киноплёнки после его лабораторной обработки печатался фотоснимок, по которому в неэкспонированных местах кадра художник дорисовывал нужный ландшафт, а уже отснятые закрашивались чёрной краской. Готовый рисунок снимался в студии на ту же киноплёнку, дополняя снятое в первый раз изображение.
Следующее десятилетие ознаменовалось появлением технологий комбинированной съёмки, дающих на экране полную иллюзию совмещения актёрской сцены с произвольными фонами. Это такие техники, как процесс Шюфтана и блуждающая маска. Рирпроекция стала дальнейшим развитием театральных живописных фонов, сделав их движущимися. Техника покадровой съёмки, впервые использованная в 1912 году в фильме «Гостиница с привидениями», позволила оживить неодушевлённые предметы, а затем и совместить живых актёров с кукольными персонажами в одном кадре. Наиболее известными примерами такой технологии стали картины «Затерянный мир» и «Кинг-конг». Отснятая актёрская сцена покадрово совмещалась с анимацией, давая на экране иллюзию единого действия. Успех этих фильмов заставил все крупные киностудии организовать собственные цеха мультипликационных трюков.
Отдельное направление комбинированных съёмок составили масштабные макеты, играющие роль зданий, боевых кораблей, самолётов и танков. Совокупность некоторых съёмочных приёмов, в том числе ускоренной съёмки, позволила выдавать их на экране за настоящие объекты. Так появилась возможность съёмки морских и воздушных боёв и других батальных сцен без риска для жизни и больших затрат на постановку. В совокупностью с техникой дорисовки, макеты позволили создавать на киноплёнке несуществующие миры, и дать новое качество кинематографии. Самым крупным проектом, основанным на различных приёмах комбинированной съёмки, в 1926 году стала картина «Метрополис», в которой использовались и дорисовка, и домакетка и метод Шюфтана, а также сложные приёмы с многократной экспозицией и кашированием.
Важнейшим событием в развитии техники комбинированной съёмки стало появление трюк-машины. К этому привели попытки Лингвуда Данна усовершенствовать кинокопировальный аппарат оптической печати, до этого использовавшийся только для печати контратипов и тиражирования фильмокопий. В первоначальном виде устройство представляло собой комбинацию двух или более кинопроекторов, которые через систему зеркал строили общее изображение в кадровом окне киносъёмочного аппарата. Позднее появились более сложные специализированные установки такого типа. Трюк-машина позволила совмещать в одном кадре изображение с двух и более негативов, меняя их масштаб и взаимное расположение. Если до этих пор все манипуляции с изображением совершались на съёмочной площадке, не допуская ошибок и брака, то теперь появилась более гибкая технология комбинированной съёмки, впоследствии применявшаяся для создания самых разных эффектов. Одним из ранних примеров использования трюк-машины стал фильм «Гражданин Кейн» Орсона Уэллса, в котором виды замка Ксанаду создавались оптической печатью. Покадровая трюковая печать с успехом использовалась советским кинематографистом Александром Птушко.

### Появление цвета в кино
Распространение цветного кинематографа бросило очередной вызов специалистам в области кинотрюка. Многие привычные технологии оказались непригодны для съёмки на цветную киноплёнку. Например, большинство разновидностей блуждающей маски, основанные на цветовой сепарации актёрской сцены и фона, пришлось заменить новыми или модифицировать. Советская технология «аддитивного транспаранта», при которой освещённые синим светом актёры снимались на красном фоне, была усовершенствована своим изобретателем Борисом Горбачёвым, заменившим красный фон экраном с инфракрасной подсветкой. В Голливуде на смену старым версиям пришёл «натриевый процесс», основанный на освещении фона натриевыми газоразрядными лампами. Спектральный максимум излучения этих ламп был настолько узок, что помещался в промежутке между зонами светочувствительности трёх эмульсий цветной киноплёнки, практически не воздействуя на неё. При этом вторая чёрно-белая киноплёнка, заряженная в тот же киносъёмочный аппарат, обладала повышенной чувствительностью к жёлтому свету этих ламп, давая отличную маску для совмещения с фоном при последующей оптической печати. В конце концов все эти технологии уступили место цветоразностному процессу с «синим экраном», который стал отличным компромиссом между качеством цветопередачи и гибкостью.

### Бум кинофантастики
К началу 1960-х годов появилось множество новейших приёмов комбинированной съёмки, основанных на научно-технических достижениях тех лет. Вехой в истории кинотрюка стала широкоформатная картина  «Космическая одиссея 2001 года», вышедшая на экраны в 1968 году. В дополнение к студийной группе специалистов по спецэффектам режиссёр Стенли Кубрик собрал собственную команду: Дагласа Тримбулла, Тома Ховарда, Кона Педерсона и Уэлли Виверса. Одной из центральных работ команды стало создание изображения космических кораблей, для которых использовались макеты. Съёмка выполнялась покадрово с длинной выдержкой для достижения соразмерной масштабу глубины резкости. При этом движение кораблей имитировалось перемещением камеры с помощью новейшей установки Motion control. Полученные таким образом кадры совмещались с другими компонентами изображения способом фотоперекладки. Студийные съёмки обезьян совмещались с отдельно отснятыми ландшафтами африканской пустыни в технике фронтпроекции, только что появившейся благодаря изобретению ретрорефлексных экранов «скотчлайт».
Финальные сцены путешествия по галлюцинации сняты Дагласом Тримбуллом методами щелевой фотографии. Кубрик рассказывал, что решился на «Одиссею» после просмотра советского научно-фантастического фильма «Дорога к звездам» (1957). Для съёмок невесомости Кубрик использовал спецэффекты Павла Клушанцева, а в одном из интервью заявил, что без «Дороги к звёздам» не было бы и «Космической одиссеи». Для фильма он также использовал рисунки и графические решения художника-фантаста Юрия Швеца из советского фильма «Небо зовёт» (1959).
В 1977 году увидели свет ещё два знаковых фильма, положивших начало буму кинофантастики: «Звёздные войны. Эпизод IV: Новая надежда» и «Близкие контакты третьей степени». В первом из них оператор Джон Дайкстра использовал усовершенствованную систему повтора движения камеры «Дайкстрафлекс» (англ. Dykstraflex), позволившую применять блуждающую маску в сочетании с произвольными панорамированием и перемещениями киносъёмочного аппарата. Во втором ветеран «Одиссеи» Даглас Тримбулл опробовал создание образов летающих тарелок с помощью световых пятен, даваемых объективом из-за светорассеяния в стекле. Одним из результатов стало создание Джорджем Лукасом и Джоном Дайкстра студии комбинированных съёмок Industrial Light & Magic, которая до сегодняшнего дня является генератором большинства инноваций в сфере спецэффектов.

### Цифровые технологии
Сложности оптических кинотрюков начали уходить в прошлое с появлением гибридных технологий кинопроизводства Digital Intermediate. В 1992 году появилась возможность перевода аналогового изображения на киноплёнке в цифровую форму с помощью сканера киноплёнки. Это дало почти неограниченные возможности доработки и трансформации исходного кадра в компьютере, избавив от необходимости оптического совмещения комбинированных кадров. В результате, цеха комбинированных съёмок были избавлены от таких традиционных для них задач, как впечатывание титров в изображение, и создание монтажных переходов типа «наплыва» и «шторки». С помощью компьютера эти сложные процессы, требующие комбинированной печати и многократных экспозиций, выполнялись почти без трудозатрат. Большинство приёмов комбинированной съёмки, таких как рирпроекция, фронтпроекция, каше и метод Шюфтана постепенно уступили место цифровым спецэффектам. Сложная перепечатка и сепарация контратипов для изготовления блуждающей маски ушла в прошлое, освободив нишу для кинематографического аналога телевизионного хромакея. Некоторые технологии, такие как дорисовка, фотоперекладка и анимация, получили свои более эффективные цифровые аналоги.
Однако самым масштабным открытием цифровой эпохи стала возможность синтезировать изображение в компьютере. Созданные таким способом фантастические сцены совмещаются с отсканированным подлинным изображением, а затем полученный контент выводится на киноплёнку фильм-рекордером. Наиболее ранний результат этих технологий получил воплощение в фильме «Терминатор 2: Судный день». Изображение «жидкого робота» синтезировалось компьютером на основе цифровой модели актёра Роберта Патрика, а затем совмещалось с отснятыми камерой фонами. Для создания 73 таких фрагментов, в общей сложности занимающих на экране 4 минуты, было затрачено 8 месяцев машинного времени. На определённом этапе синтез образов компьютером оказался пригодным не только для создания отдельных объектов, но и для получения целиком изображения не существовавших в реальности событий, не имеющих никаких прототипов, снятых камерой. Возможности компьютерной графики до такой степени превзошли большинство оптических кинотрюков, что в какой-то момент она полностью заменила комбинированные съёмки, оставив только цифровой аналог блуждающей маски с «зелёным экраном». Эта технология в современном кинематографе используется чаще всего для совмещения подлинной актёрской сцены с фонами и объектами, сгенерированными компьютером. Постепенный отказ от киноплёнки, начавшийся в 2000-х годах, ускорил отход от оптических кинотрюков в пользу цифровых спецэффектов.
Благодаря цифровым технологиям, распространение получили новые приёмы комбинированной съёмки, такие как буллет-тайм, получивший известность благодаря фильму «Матрица». Несмотря на то, что эта техника осуществима и на киноплёнке, практически пригодной она стала лишь в цифровом воплощении. Новейшие технологии камеры светового поля обещают в ближайшей перспективе сделать ненужным даже синий экран, поскольку генерируемая одновременно с изображением карта глубины позволяет осуществлять сепарацию сцены и фона по дистанции от съёмочного объектива.

## Оптические кинотрюки
- Метод Шюфтана — позволяет совместить разномасштабные объекты с помощью зеркала;
- Рирпроекция — приём совмещения актёрской сцены с фоном, проецируемым на просветный экран;
- Фронтпроекция — приём совмещения актёрской сцены с фоном, проецируемым на ретрорефлексный экран;
- Маска и Контрмаска — раздельная съёмка разных частей кадра установкой заслонок перед объективом или в кадровом окне;
- Блуждающая маска — приём совмещения актёрской сцены с фоном движущейся маской на киноплёнке;
- Многократная экспозиция — совмещение разных сцен многократным экспонированием киноплёнки при съёмке;
- Комбинированная печать — совмещение разных кадров печатью контратипа на оптической трюк-машине;
- Повтор движения камеры — совмещение актёрской сцены с фоном при произвольном движении камеры;
- Фотоперекладка — создание блуждающих масок покадровой обрисовкой с киноплёнки;
- Покадровая съёмка — технология, позволяющая анимировать модели и куклы, совмещая их с актёрской сценой;
- Дорисовка и Домакетка — добавление несуществующих объектов, нарисованных или изготовленных художником;
- Наплыв — постепенная замена изображения, иллюстрирующая временной интервал или смысловой переход;
- Буллет-тайм — эффект остановки времени при движении камеры вокруг застывшего объекта;
- Транстрав (англ. Dolly Zoom) — трансформация пространства одновременным движением камеры и трансфокатора;